# Dorfkirche Fahrland

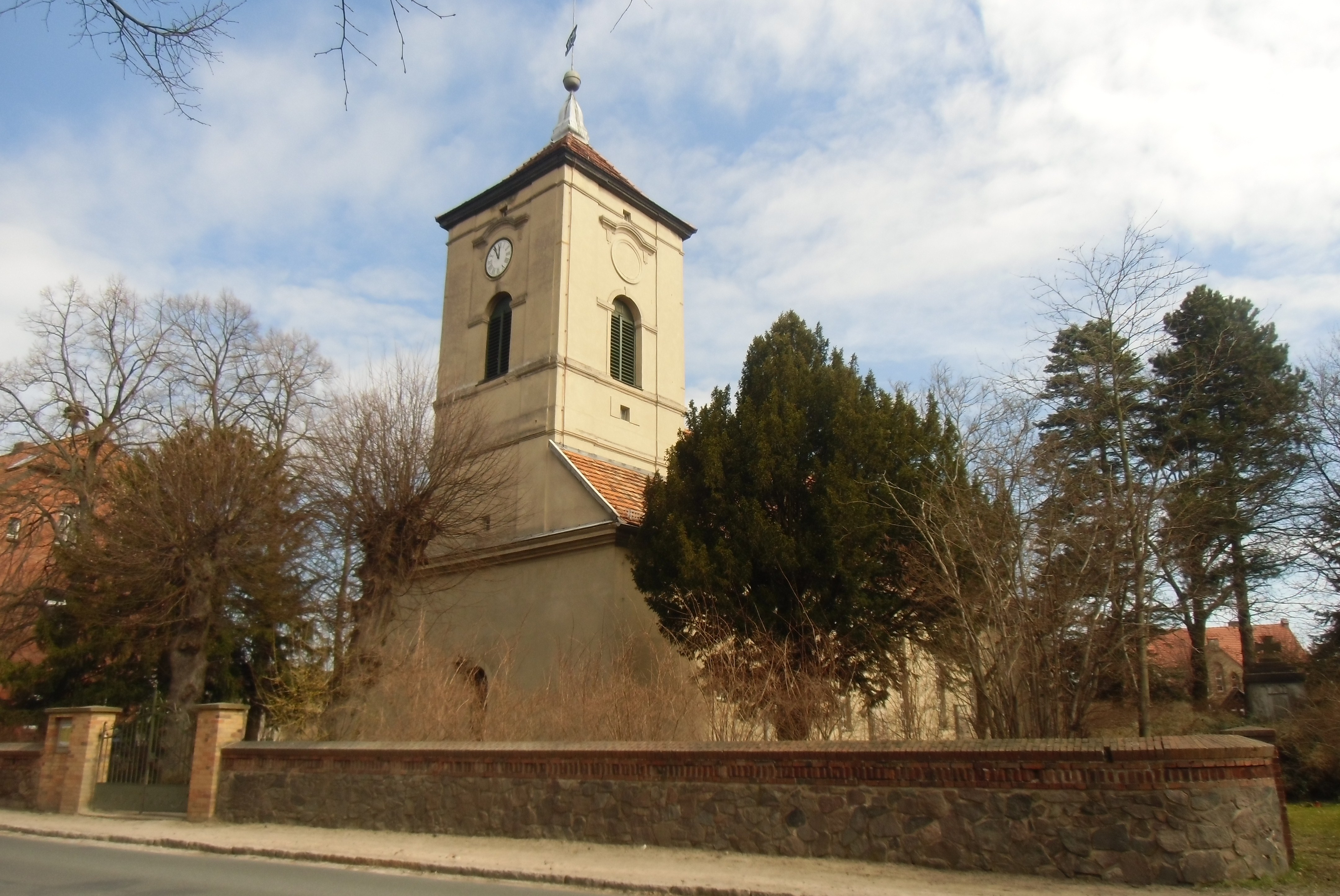
Dorfkirche Fahrland

Die evangelische Dorfkirche Fahrland ist eine barocke Saalkirche in Fahrland, einem Ortsteil der Stadt Potsdam in Brandenburg. Die Kirchengemeinde gehört zum Kirchenkreis Falkensee der Evangelischen Kirche Berlin-Brandenburg-schlesische Oberlausitz.

## Lage
Die Ketziner Straße führt von Osten kommend in den historischen Dorfkern. Dort zweigt sie nach Norden hin ab und führt aus dem Dorf. Die Kirche steht östlich der Straße auf einem Grundstück mit einem Kirchfriedhof, der mit einer Mauer aus unbehauenen und nicht lagig geschichteten Feldsteinen eingefriedet ist.

## Geschichte
Fahrland erschien im Landbuch Karls IV. im Jahr 1375 als castrum et civitates (Schloss und Stadt), das einem Ritter Schenk gehörte. Er hielt auch das Kirchenpatronat nebst Lehen von zwei Altären inne, demzufolge es bereits eine Dorfkirche gegeben haben muss, die Mutterkirche war. Um 1600 war Satzkorn Tochterkirche. Der Pfarrer erhielt 1679 die Viehtrift auf dem sogenannten „Siepunt“, besaß jedoch keine Pfarrhufe. Im Jahr 1699 wurde Fahrland kurfürstlich und gehörte bis 1734 dem Amt Potsdam, danach dem Amt Fahrland. Im Jahr 1709 entstand unter Einbezug des mittelalterlichen Vorläufers ein Neubau. Das Patronat lag zu dieser Zeit bei Friedrich I. Der Unterbau des Westturms wurde 1740 ausgebaut und quadratisch aufgestockt. Ein ockerfarbener Anstrich überdeckte die Konstruktion aus Fachwerk, um den Eindruck eines massiven Putzbaus zu erzeugen. Um dem steigigen Bevölkerungszuwachs nachzukommen, wurde 1770 eine hufeisenförmige Empore eingebaut. Im Jahr 1869 erfolgte eine Restaurierung; in den Jahren 1930/1931 Umbauarbeiten, bei denen unter anderem die Emporen gekürzt wurden, um die ovalen Bleiglasfenster an der Ostwand wieder sichtbarer zu machen. Vier Epitaphe aus den Jahren 1743, 1750, 1752 und 1844 kamen an die südliche Außenwand des Langhauses; außerdem wurde die Sakristei an der Ostseite erneuert. Die Arbeiten ermöglichte der in Neu Fahrland lebende Carl Friedrich von Siemens. Weitere Restaurierungsarbeiten waren in den Jahren 1985 bis 1988 erforderlich: Der Turm war mittlerweile stark einsturzgefährdet und neigte sich in Richtung Kirchenschiff. Experten bauten in den Turm eine Stahlträgerkonstruktion ein, um die erforderliche Stabilität zu gewährleisten. Im Jahr 2020 kam es bei einem Sturm zu einem Schaden am Kirchturm, das daraufhin neu gedeckt werden musste. Im Jahr 2021 ist das Dach des Kirchenschiffs sanierungsbedürftig; die Nordseite ist im Januar 2022 abgesperrt, um Passanten vor herabfallenden Ziegeln zu schützen. Die Kirchengemeinde erarbeitet zurzeit ein Sanierungskonzept und hoffte, im Jahr 2023 das Dach sanieren zu können. Die Arbeiten konnten aus finanziellen Gründen jedoch nicht begonnen werden und sollen nun 2025 starten. In einem ersten Abschnitt soll mit der stärker geschädigten Nordseite begonnen werden; 2026 ist die südliche Seite geplant.

## Baubeschreibung

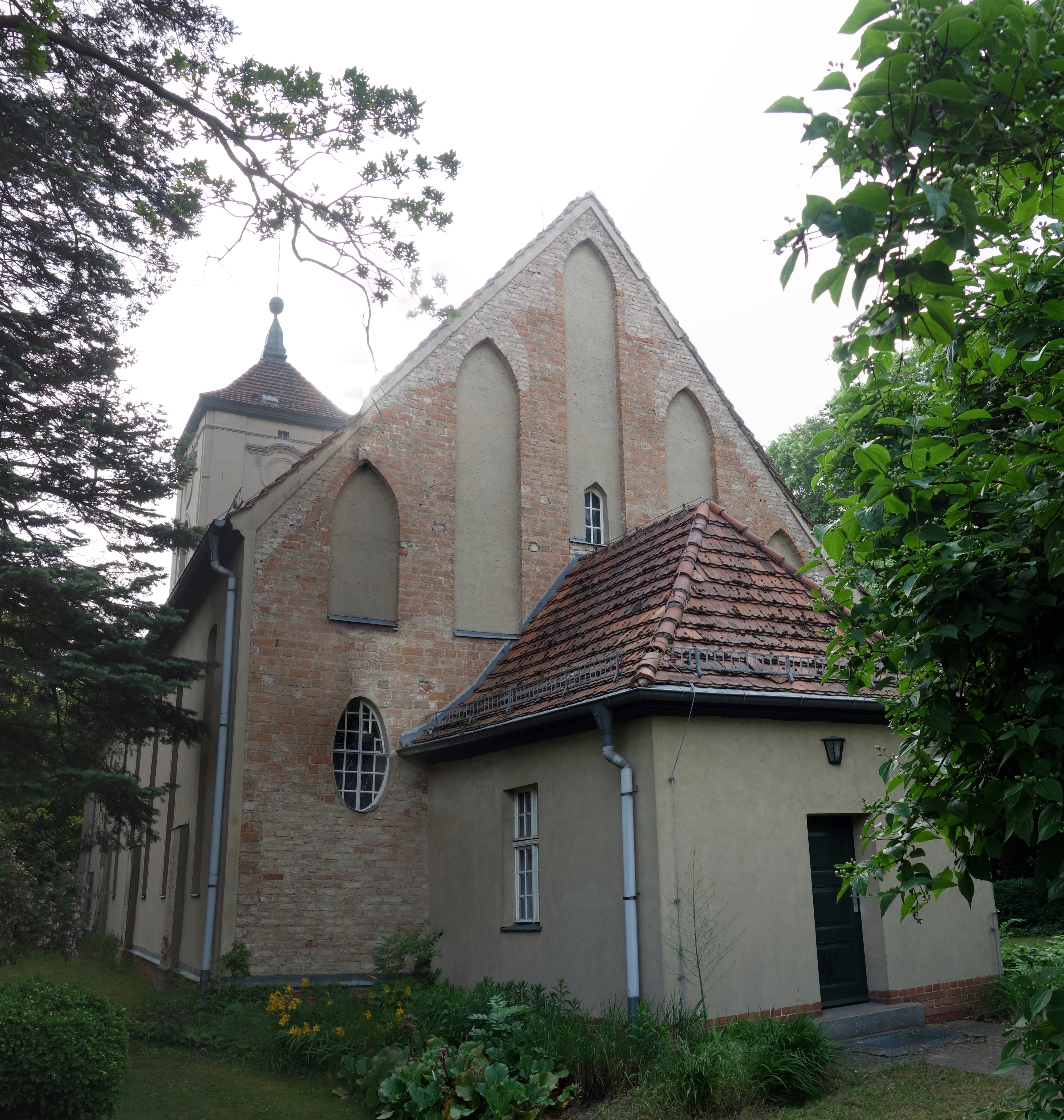
Ansicht von Südosten

Das Bauwerk entstand im Wesentlichen aus Mauersteinen, die anschließend verputzt wurden. Östlich des Kirchenschiffs befindet sich eine kleine Sakristei. Sie hat einen rechteckigen Grundriss und kann durch eine kleine und hochrechteckige Tür von Osten her betreten werden. An der Nord- und Südseite ist je ein kleines und ebenfalls hochrechteckiges Fenster. Der Anbau trägt ein schlichtes Satteldach, das nach Osten hin abgewalmt ist. Das Kirchenschiff hat ebenfalls einen rechteckigen Grundriss. An der Ostseite sind im Erdgeschoss zwei ovale Ochsenaugen. Der Giebel ist mit fünf spitzbogenförmigen Blenden verziert; im mittleren ist ein kleines, ebenfalls spitzbogenförmiges Fenster. Am Langhaus befinden sich an jeder Seite insgesamt fünf gedrückt-segmentbogenförmige Fenster: Eines ist im Bereich des Chors, die vier anderen verteilen sich gleichmäßig auf die verbleibende Fläche. An der Südseite befinden sich vier Epitaphe aus dem 18. Jahrhundert.
Der Kirchturm nimmt im Erdgeschoss die volle Breite des Kirchenschiffs auf. Er kann durch eine schlichte und rundbogenförmige Tür von Westen her betreten werden. Ihre Form wird durch eine aufgeputzte Laibung mit Schlussstein nochmals betont. An der Nord- und Südseite ist je ein kleines Fenster; an der Westseite am Übergang zum Giebel ein profiliertes Gesims. Daraus erhebt sich ein quadratischer Turmaufsatz, der mit profilierten Lisenen und Quaderputz geschmückt ist. An den vier Seiten sind je eine rundbogenförmige Klangarkade mit einem Kämpfer. Darüber ist eine kreisförmige Blende, in die an der Westseite eine Turmuhr eingelassen ist. Der Turm schließt mit einem Pyramidendach mit Turmkugel, Wetterfahne und Stern.

## Ausstattung

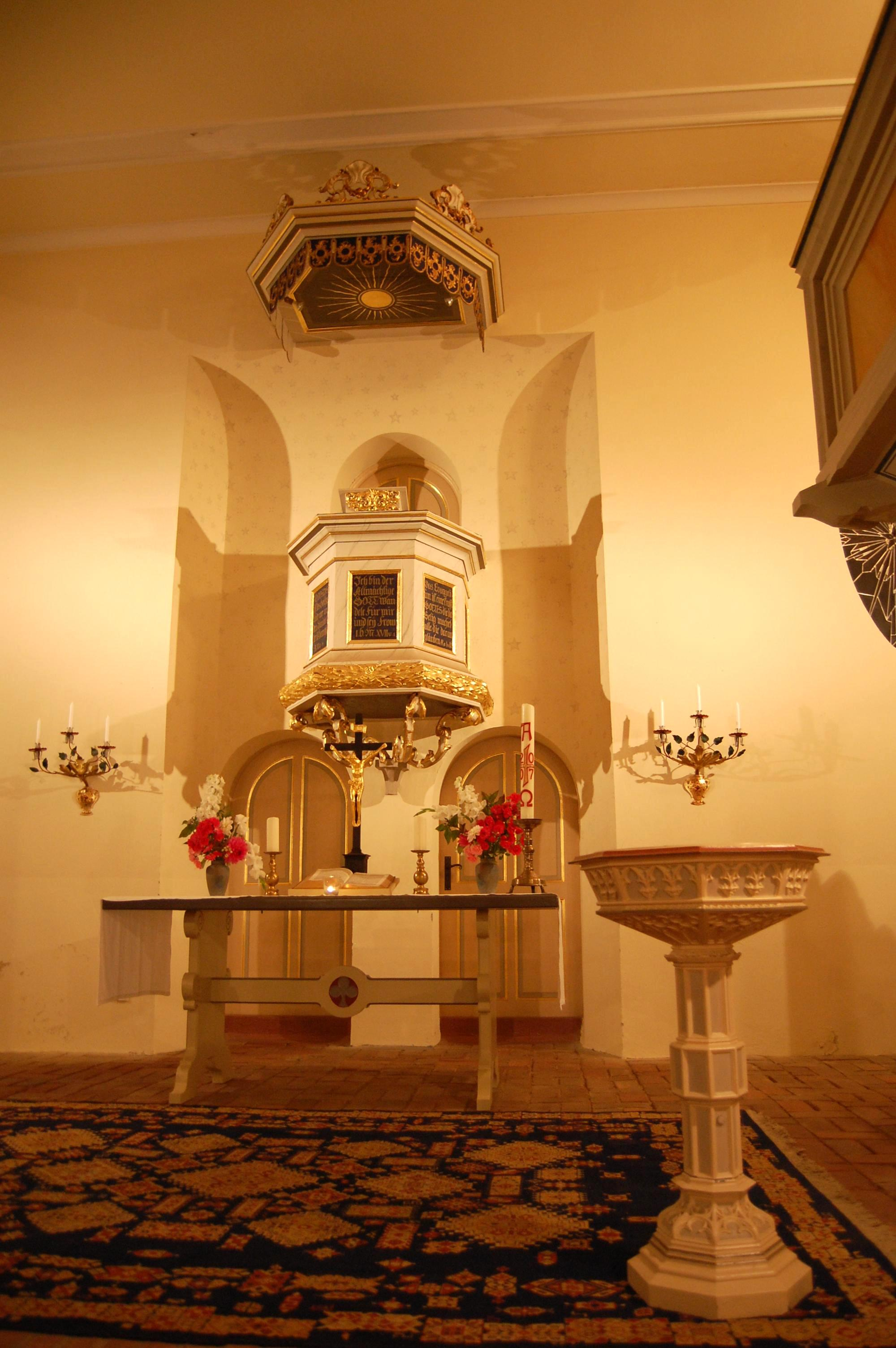
Altar

Die Kirchenausstattung wurde von Friedrich I. gestiftet und besteht im Wesentlichen aus einer spätbarocken, polygonalen Kanzel oberhalb des Altars, der an der Ostwand platziert wurde. Sie fußt auf in sich verschlungenen Rokokoornamenten. Der Schalldeckel wurde bei den Sanierungsarbeiten im Jahr 1930 auf dem zuvor nicht zugänglichen Boden der Sakristei gefunden und wieder über der Kanzel angebracht. In der gleichen Zeit entstand ein Altarblatt des Kunstmalers Gern, das sich im 21. Jahrhundert an der Rückwand des Schiffs befindet. Ein in der Sakristei befindliches Aquarell zeigt das Bauwerk vor dem Umbau. Die Altarrückwand war zu dieser Zeit hellblau ausgemalt und mit Sternen versehen. Über der Altarnische war der Spruch „Selig sind die Gottes Wort hören und bewahren“ zu lesen. Die flache Decke war zu dieser Zeit mit floralen Rankenmotiven verziert. Nach dem Umbau zeigt sich die Kirche im Innenraum in einer einheitlichen, weißen Farbgestaltung mit wenigen, vergoldeten Details. Am Übergang zwischen Turmvorhalle und Kirchenschiff befindet sich ein gotischer Spitzbogen, der vom Vorgängerbau stammen dürfte. Die Emporen mit gelblich marmorierten Rechteckfeldern sind hufeisenförmige angeordnet und ruhen auf grau marmorierten, toskanischen Säulen. Auf der Westempore steht eine elektromechanische Orgel, die G. F. Steinmeyer & Co. im Jahr 1930 schuf. Sie hat ein frühklassizistisches Prospekt und wurde 1992 von der Firma Alexander Schuke Potsdam Orgelbau saniert. Das Instrument besitzt 16 Register auf zwei Manualen mit Pedal. Im Turm hängen drei Glocken, die 1921 in der Glockengießerei in Apolda entstanden. An der südlichen Außenwand des Kirchenschiffs stehen vier Epitaphe; südlich hiervon erinnert ein Denkmal an die Gefallenen der Weltkriege.

## Literarische Rezeption
Die Kirche kommt vor im Gedicht Der Sipunt bei Fahrland von Friedrich Schmidt von Werneuchen:
„Drüben Fahrlands Turm, aus dessen Luke

hörbar kaum die Abendglocke singt!

Dort die Hirtenfrau, die Napf und Kruke

Ihrem Mann nach jener Hutung bringt!

Fern des Buchenwaldes Nebelschwärze!

Oh und hier des Abendsternes Kerze,

die so hell, so hell im Westen blinkt,

da der Feuerball der Sonne sinkt!“.
In Theodor Fontanes Wanderungen durch die Mark Brandenburg scheint das Bauwerk ebenfalls auf. Der Autor bemängelt 1869:
 „Die Kirche in Fahrland […] präsentiert sich als ein schmuckloser Bau, in dem direkte Überreste alter Gotik so geschickt bekalkt und bemörtelt sind, daß nichts übriggeblieben ist als Wand und Fenster und der Unterbau eines Turms. Auch das Innere wirkt nüchtern. Aber der Kirchhof ist nicht ohne Interesse, besonders an der schattigen Stelle, wo er seinen Rasen in einen durch Kirche und Sakristei gebildeten Winkel einschiebt. Hier wurden die Geistlichen bestattet; die Grabsteine erzählen davon. In Dörfern, in denen die adligen Geschlechter wegsterben, treten die Pfarrherren in gewissem Sinne an die Stelle derselben; sie werden die Herren, jedenfalls die Repräsentanten des Dorfs, alle entsprechenden Ehren fallen ihnen zu, und ihre Grabsteine fangen an, die bevorzugten Stellen innerhalb und außerhalb der Kirche einzunehmen. So auch hier.“